# Naturbahnrodel-Junioreneuropameisterschaft

Das Logo der FIL

Bei der Naturbahnrodel-Junioreneuropameisterschaft werden seit 1974 die Junioreneuropameister im Naturbahnrodeln in den Disziplinen Einsitzer Damen, Einsitzer Herren und Doppelsitzer ermittelt. Die Junioren-EM wird vom Internationalen Rennrodelverband (FIL) organisiert und wurde bis 1996 jährlich veranstaltet. Seither findet sie abwechselnd mit der 1997 erstmals ausgetragenen Naturbahnrodel-Juniorenweltmeisterschaft und somit auch abwechselnd mit der Naturbahnrodel-Europameisterschaft statt. Teilnahmeberechtigt sind Sportler und Sportlerinnen, die im Austragungsjahr das 15. bis 20. Lebensjahr vollenden. Bis 2013 fanden 32 Junioreneuropameisterschaften in neun Ländern statt, am häufigsten in Österreich (11×) und in Italien (9×). An diese beiden Länder gingen auch die meisten Goldmedaillen, nämlich 46 an Italien und 39 an Österreich.

## Austragungsorte und Junioreneuropameister
Folgende Tabelle bietet eine Übersicht über die Austragungsorte und die Junioreneuropameister sowie Links zu detaillierten Ergebnissen:
| Junioren-EM | Austragungsort  | Einsitzer Herren       | Einsitzer Damen        | Doppelsitzer                                 |
| ----------- | --------------- | ---------------------- | ---------------------- | -------------------------------------------- |
| 1974        | Rasen           | Eugen Obexer           | Hilde Scharf           | Wolfgang Erlacher – Alfred Kogler            |
| 1975        | Fénis           | Werner Prantl          | Elfriede Pirkmann      | Konrad Jungmann – Josef Theurl               |
| 1976        | Inzing          | Manfred Troppmaier     | Hilde Scharf           | Albert Hellweger – Christian Oberhöller      |
| 1977        | Feld am See     | Paul Berger            | Sonja Steiner          | Josef Theurl – Helmut Außerdorfer            |
| 1978        | Davos           | Erich Wiedenhofer      | Olga Schwienbacher     | Paul Berger – Christian Oberhöller           |
| 1979        | Liezen          | Alexander Lageder      | Ida Huber              | Ludwig Hellweger – Ernst Oberhammer          |
| 1980        | St. Lorenzen    | Harald Steinhauser     | Delia Vaudan           | Hubert Antholzer – Georg Antholzer           |
| 1981        | Stumm           | Andreas Jud            | Elisabeth Höllwerth    | Andreas Jud – Ernst Oberhammer               |
| 1982        | Fénis           | Alexander Lageder      | Edeltraud Oberhammer   | Andreas Jud – Ernst Oberhammer               |
| 1983        | Montreux        | Almir Betemps          | Ida Huber              | Andreas Jud – Günther Steinhauser            |
| 1984        | Hol             | Erhard Mahlknecht      | Petra Leitner          | Erhard Mahlknecht – Erwin Antholzer          |
| 1985        | Oberperfuss     | Erhard Mahlknecht      | Irene Koch             | Erhard Mahlknecht – Erwin Antholzer          |
| 1986        | Feld am See     | Hannes Theurl          | Sonja Leitner          | Othmar Hofer junior – Andreas Hofer          |
| 1987        | Kreuth          | Michael Bischofer      | Irene Koch             | Michael Bischofer – Gerhard Scherzer         |
| 1988        | Świeradów-Zdrój | Krzysztof Niewiadomski | Doris Haselrieder      | Krzysztof Niewiadomski – Oktawian Samulski   |
| 1989        | Bruck a. d. Gr. | Krzysztof Niewiadomski | Jeanette Koppensteiner | Iwan Mahlknecht – Armin Zöggeler             |
| 1990        | Železniki       | Günther Meraner        | Elvira Holzknecht      | Jürgen Pezzi – Christian Hafner              |
| 1991        | Kandalakscha    | Anton Blasbichler      | Elvira Holzknecht      | Tscheslaw Schumilow – Andrei Tschernezow     |
| 1992        | Stange          | Herbert Pilz           | Beatrix Mahlknecht     | Martin Schneebauer – Peter Braunegger        |
| 1993        | Rautavaara      | Simon Meinschad        | Sonja Steinacher       | Martin Schneebauer – Peter Braunegger        |
| 1994        | Längenfeld      | Andi Ruetz             | Sonja Steinacher       | Italien – Arthur Künig                       |
| 1995        | Fénis           | Daniele Pieiller       | Simona Martin          | Armin Mair – David Mair                      |
| 1996        | Szczyrk         | Robert Batkowski       | Nicole Grüner          | Gerd Mittermair – Werner Töchterle           |
| 1998        | Feld am See     | Gerald Kallan          | Jekaterina Lawrentjewa | Rainer Jud – David Mair                      |
| 2000        | Umhausen        | Elmar Leitner          | Renate Gietl           | Wolfgang Schopf – Andreas Schopf             |
| 2001        | Tiers           | Florian Breitenberger  | Jekaterina Lawrentjewa | Wolfgang Schopf – Andreas Schopf             |
| 2003        | Kreuth          | Andreas Gruber         | Julija Wetlowa         | Pawel Porschnew – Iwan Lasarew               |
| 2005        | Kandalakscha    | Hannes Clara           | Melanie Batkowski      | Alexander Jegorow – Pjotr Popow              |
| 2007        | St. Sebastian   | Patrick Pigneter       | Melanie Batkowski      | Patrick Pigneter – Florian Clara             |
| 2009        | Longariü        | Thomas Schopf          | Evelin Lanthaler       | Thomas Kammerlander – Christoph Regensburger |
| 2011        | Laas            | Alex Gruber            | Evelin Lanthaler       | Maxim Zwetkow – Denis Moissejew              |
| 2013        | Nowouralsk      | Jegor Dorofejew        | Sara Bachmann          | Christoph Regensburger – Dominik Holzknecht  |
| 2015        | Oberperfuss     | Dominik Kirchmair      | Darja Malejewa         | Alexei Martjanow – Nikita Tarasov            |
| 2017        | Umhausen        | Fabian Achenrainer     | Alexandra Pfattner     | Manuel Gaio – Debertolis Nicolò              |
| 2019        | Umhausen        | Fabian Achenrainer     | Daniela Mittermair     | Fabian Achenrainer – Miguel Brugger          |